# Denton Corker Marshall
Denton Corker Marshall es una Estudio de arquitectura internacional establecido en Melbourne, la capital del estado de Victoria (Australia). Fue fundada por los arquitectos John Denton, Bill Corker y Barrie Marshall. Si bien Melbourne sigue siendo la base de diseño, la firma tiene prácticas adicionales en Londres, Mánchester y Yakarta con más de 510 proyectos en 37 países diferentes.
En Australia, Denton Corker Marshall es conocido por sus edificios emblemáticos como el Museo de Melbourne, que presenta una sección de techo en forma de "cuchilla" que se eleva a 35 metros y encierra una pequeña selva tropical, el Centro de Exposiciones de Melbourne, que tiene un techo que se asemeja a un ala de avión gigante y Melbourne Gateway y Bolte Bridge, ambos parte del proyecto CityLink. El trabajo de la firma en Australia ha sido descrito con frecuencia y de diversas maneras como modernista, minimalista, escultórico y heroico. La práctica se ha publicitado constantemente en series de premios, noticias y revistas en las últimas décadas, además de ser cubierta en varias publicaciones monográficas.
Otros proyectos de la práctica incluyen el Centro de Justicia Civil de Mánchester, galardonado con múltiples premios, un nuevo centro de visitantes en Stonehenge, la Torre del Gobernador Phillip de Sídney, el Museo de Sídney, ampliaciones del Australian War Memorial y las embajadas de Australia en Tokio y Pekín. La Embajada de Australia en Pekín fue el primer proyecto de China de la práctica, estableciendo la fuerte asociación de la práctica con China durante tres décadas. En los últimos años, el trabajo de Denton Corker Marshall se ha extendido a más de 20 ciudades de Asia. En 2015, Denton Corker Marshall fue seleccionado para construir el Pabellón de Australia para la Bienal de Arquitectura de Venecia, reconocida internacionalmente.
En 2005, John Denton fue designado como el primer arquitecto estatal de Victoria. El papel tiene como objetivo promover el buen diseño en el entorno construido en Victoria. El mandato de 2 años de John Denton como arquitecto gubernamental finalizó en 2008.

## Proyectos destacados

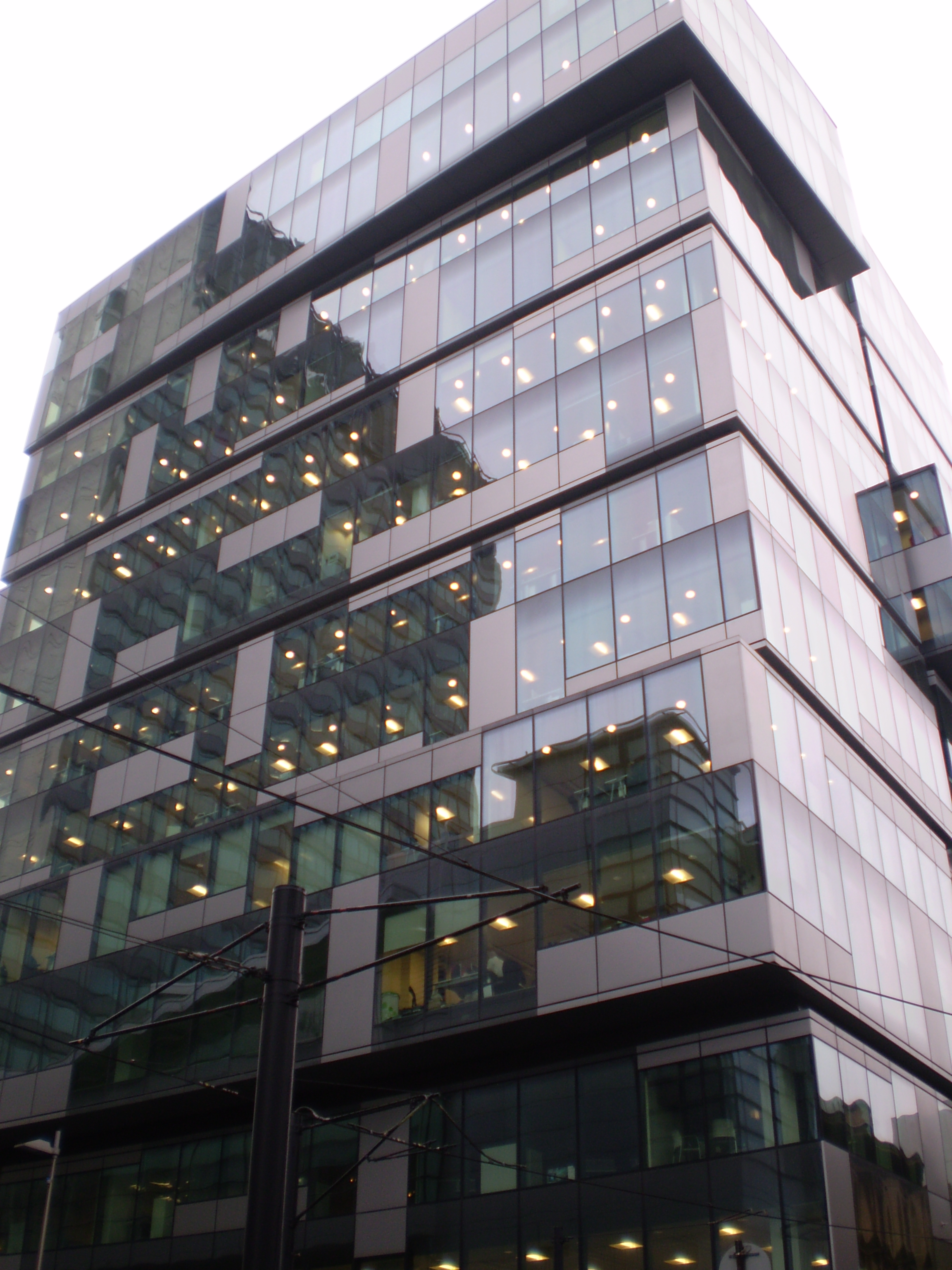
1 New York Street, Mánchester (2009)

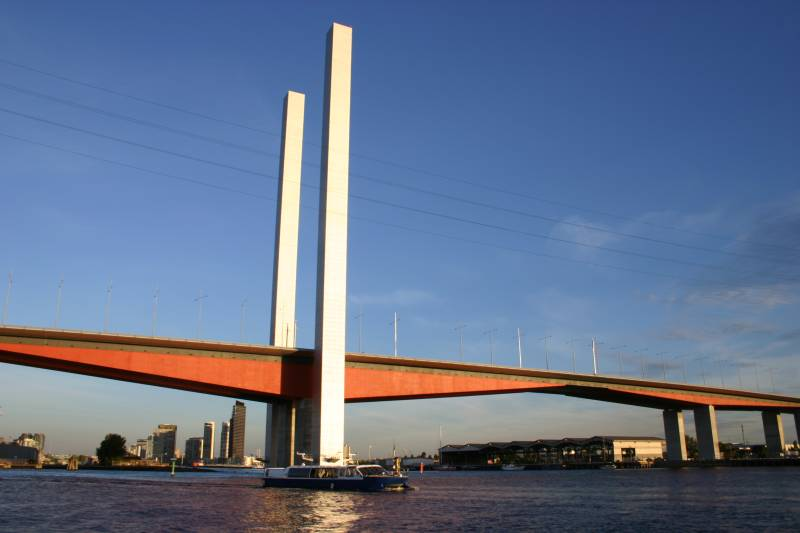
Puente de Bolte, Melbourne.

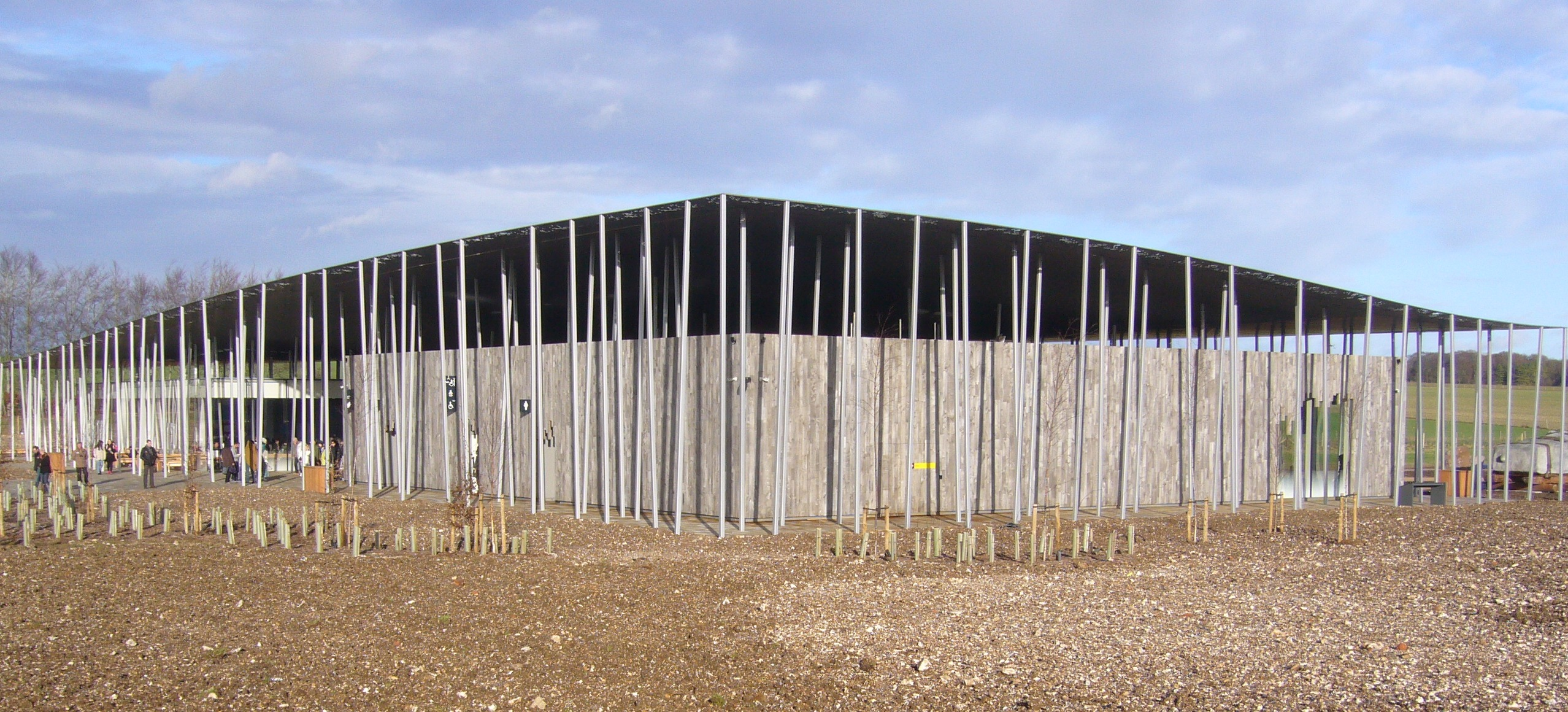
Centro de visitantes de Stonehenge, junto a la carretera A360 en Wiltshire.

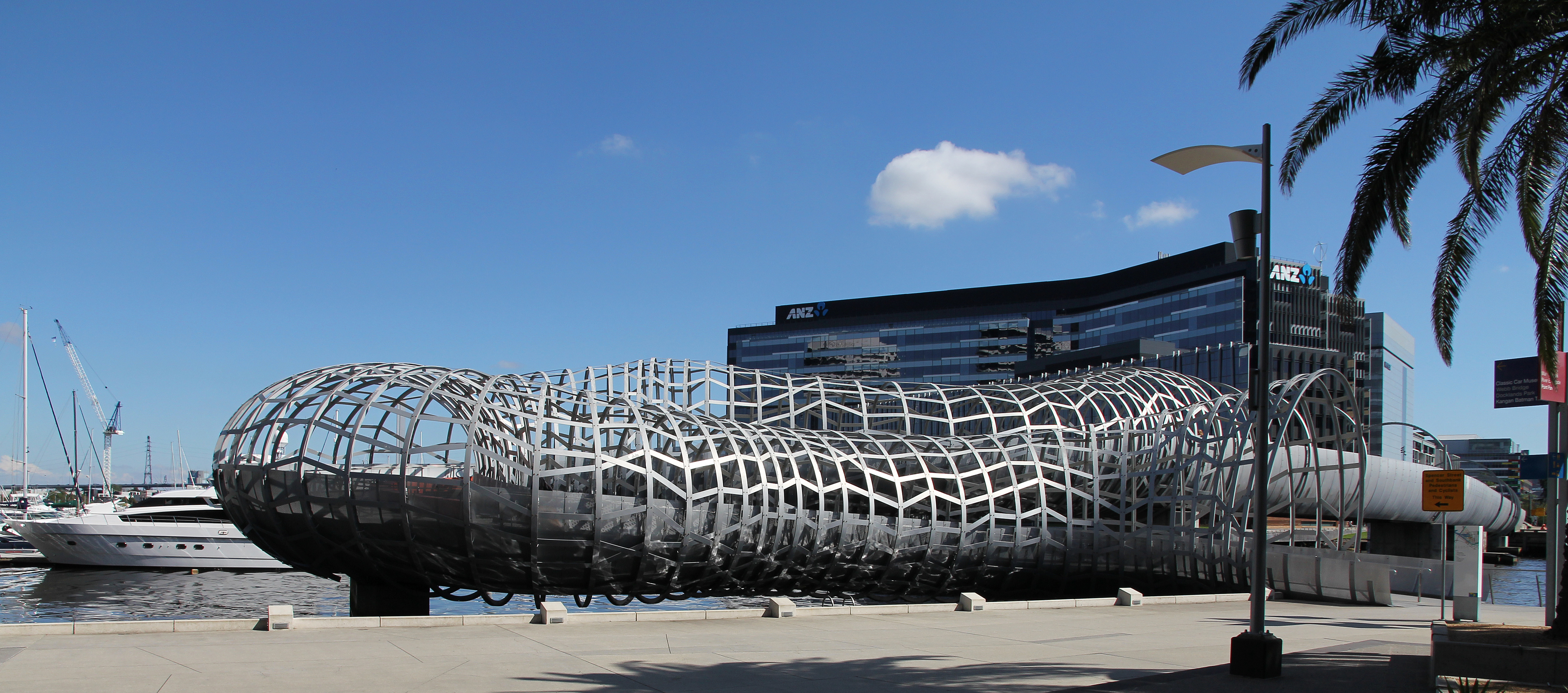
Puente Webb, Melbourne Docklands

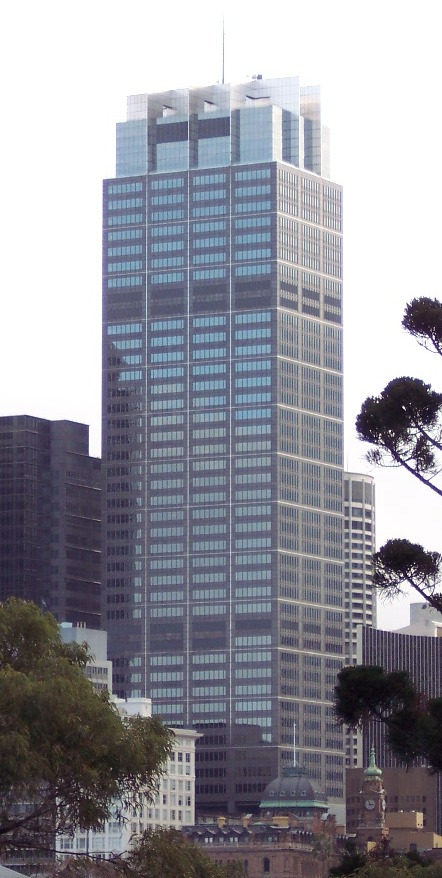
Torre del gobernador Phillip, Sídney

Denton Corker Marshall ha diseñado algunos de los edificios emblemáticos de Australasia, incluidos los siguientes proyectos arquitectónicos importantes:
| Año  | Nombre                                                                                 | Localización                      | Premios | Notas         |
| ---- | -------------------------------------------------------------------------------------- | --------------------------------- | --- | ------------- |
| 1984 | 1 Collins Street                                                                       | Melbourne, Victoria               | - Royal Australian Institute of Architects (RAIA) Merit Award (1985) - RAIA William Wilkinson Wardell Medal (1986) |               |
| 1987 | Botanical Hotel                                                                        | Melbourne                         | | [ 11 ]        |
| 1987 | Emery Vincent Office                                                                   | Melbourne                         | | [ 12 ]        |
| 1987 | 91-97 William Street                                                                   | Melbourne                         | | [ 13 ]        |
| 1989 | TAC House, Exhibition Street                                                           | Melbourne                         | | [ 14 ]        |
| 1989 | Carpark, 114-128 Flinders Street                                                       | Melbourne                         | | [ 15 ]        |
| 1991 | 101 Collins Street                                                                     | Melbourne                         | |               |
| 1993 | Governor Phillip Tower                                                                 | Sídney                            | - RAIA National Commercial Architecture Award (1994) - RAIA NSW Chapter Sir John Sulman Medal (1994) | [ 16 ]        |
| 1994 | Adelphi Hotel                                                                          | Flinders Lane, Melbourne          | - RAIA National President's Award (1993) |               |
| 1995 | Museo de Sídney                                                                        | Sídney                            | | [ 17 ]        |
| 1996 | Melbourne Convention and Exhibition Centre                                             |                                   | | [ 18 ]        |
| 1996 | Southbank Promenade                                                                    | Melbourne                         | - Australian Institute of Landscape Architects Project Award (Civic Design) (1990) | [ 19 ]        |
| 1997 | Grand Arbour                                                                           | South Bank Parklands, Brisbane    | |               |
| 1999 | CityLink (Western Link)                                                                | Kensington, Victoria              | |               |
| 1999 | Bolte Bridge                                                                           | Melbourne Docklands               | |               |
| 1999 | Melbourne Museum                                                                       | Carlton Gardens, Melbourne        | - RAIA National Sir Zelman Cowen Award for Most Outstanding Work of Public Architecture (2001) - RAIA Victorian Architecture Medal, Project of the Year (2001)                                                        |               |
| 1999 | Sheep Farm House                                                                       | Kyneton, Victoria                 | - RAIA Robin Boyd Award (joint winner) (1999) |               |
| 1999 | CommSec Tower                                                                          | George Street                     | |               |
| 2000 | Cape Schank Residence                                                                  | Victoria                          | - RAIA Robin Boyd Award (2000) | [ 20 ]        |
| 2005 | Herald and Weekly Times Tower                                                          | Flinders Street, Melbourne        | |               |
| 2005 | Webb Bridge                                                                            | Melbourne Docklands               | - RAIA Joseph Reed Award for Urban Design (2005) | [ 21 ]        |
| 2005 | Phillip Island (Marshall) House                                                        | Phillip Island, Victoria          | |               |
| 2005 | Ernst & Young Plaza                                                                    | Flinders Street, Melbourne        | |               |
| 2005 | Sensis Headquarters                                                                    | Queen Victoria Village, Melbourne | |               |
| 2005 | ANZAC Hall, Australian War Memorial                                                    | Canberra                          | - RAIA National Sir Zelman Cowen Award for Public Buildings (2005) | [ 22 ] [ 23 ] |
| 2006 | Brisbane Square                                                                        | Brisbane, Queensland              | | [ 24 ]        |
| 2007 | Mánchester Civil Justice Centre                                                        | Mánchester, Inglaterra            | - Green Major Project of the Year in the UK Green Construction Awards for International Architecture (2007) - RAIA National Jørn Utzon Award for International Architecture (2007) - RIBA Sustainability Award (2008) | [ 25 ] [ 26 ] |
| 2009 | 1 New York Street                                                                      | Mánchester, Inglaterra            | |               |
| 2013 | Stonehenge Visitor Centre                                                              | Wiltshire, Inglaterra             | - RIBA South West Regional Award (2014) - Australian Institute of Architects Jorn Utzon award for International Architecture (2015) - Michael Middleton Civic Trust Special Award (UK) (2016)                         | [ 27 ] [ 28 ] |
| 2014 | Faculty of Engineering and Information Technology, Universidad de Tecnología de Sídney | Broadway, Sídney                  | |               |
| 2015 | Pabellón Australiano                                                                   | Venecia, Italia                   | | [ 29 ]        |

## Galería

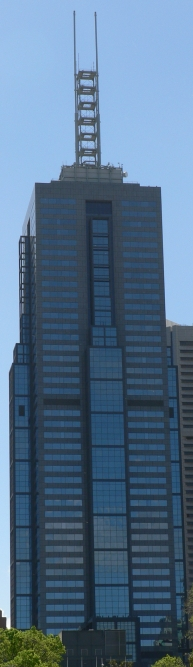
101 Collins Street, Melbourne
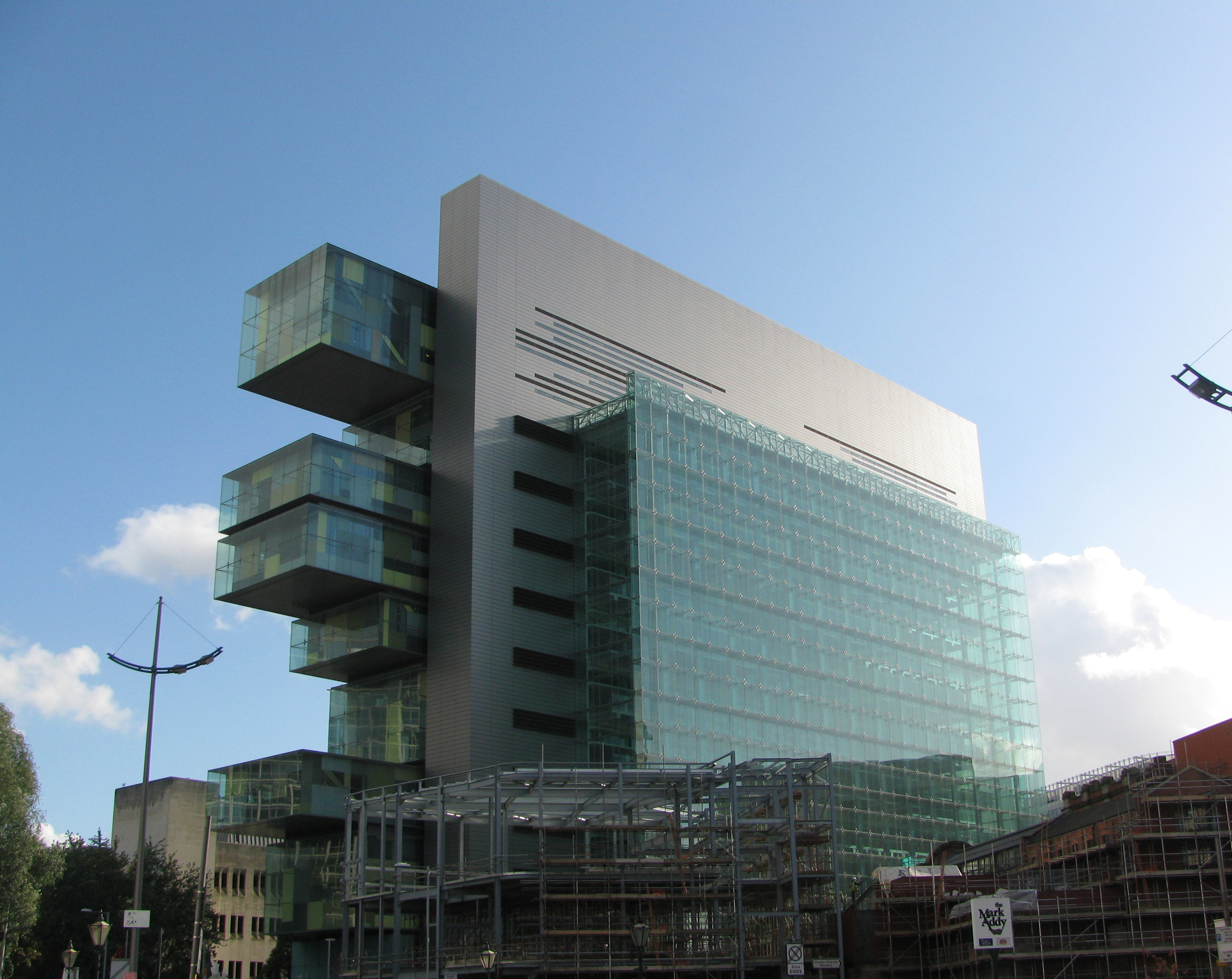
Centro de Justicia Civil de Manchester, Manchester
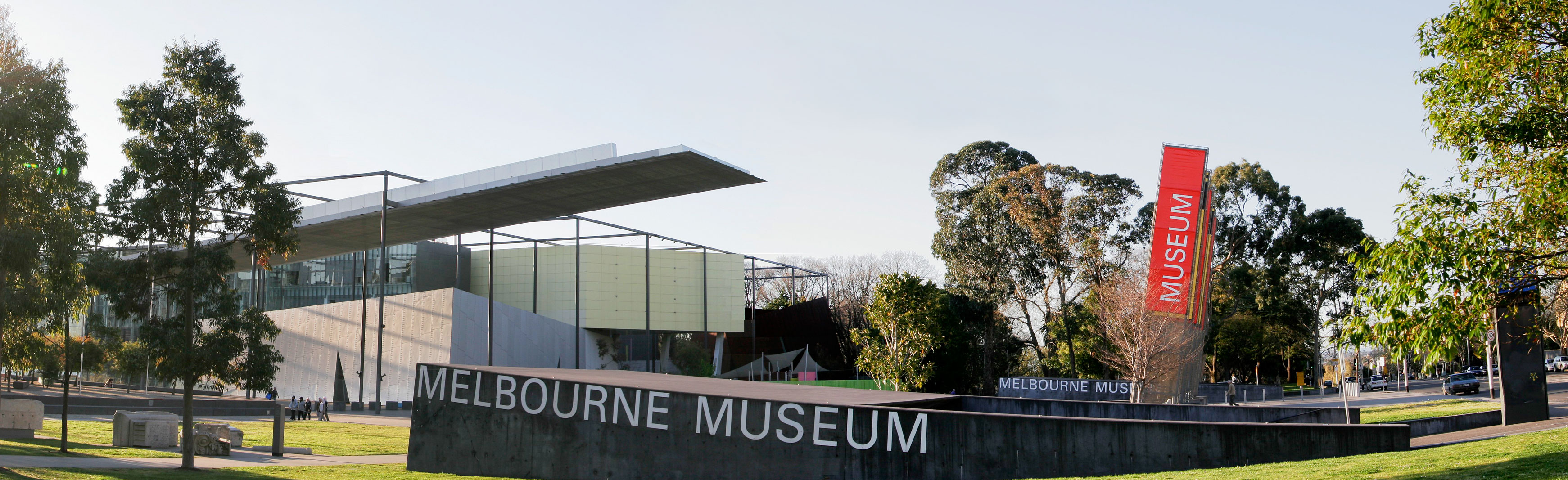
Museo de Melbourne
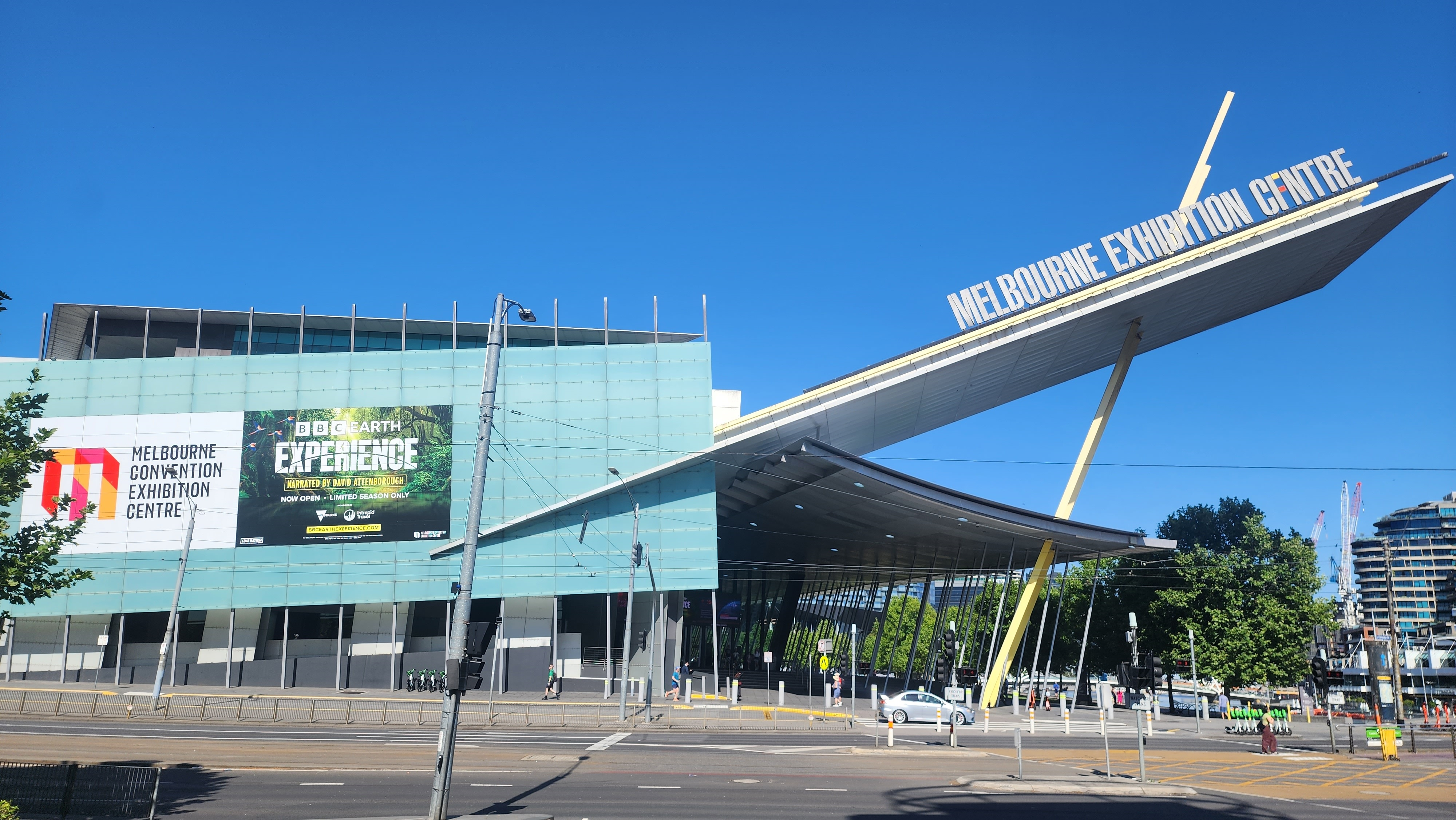
Centro de exposiciones de Melbourne
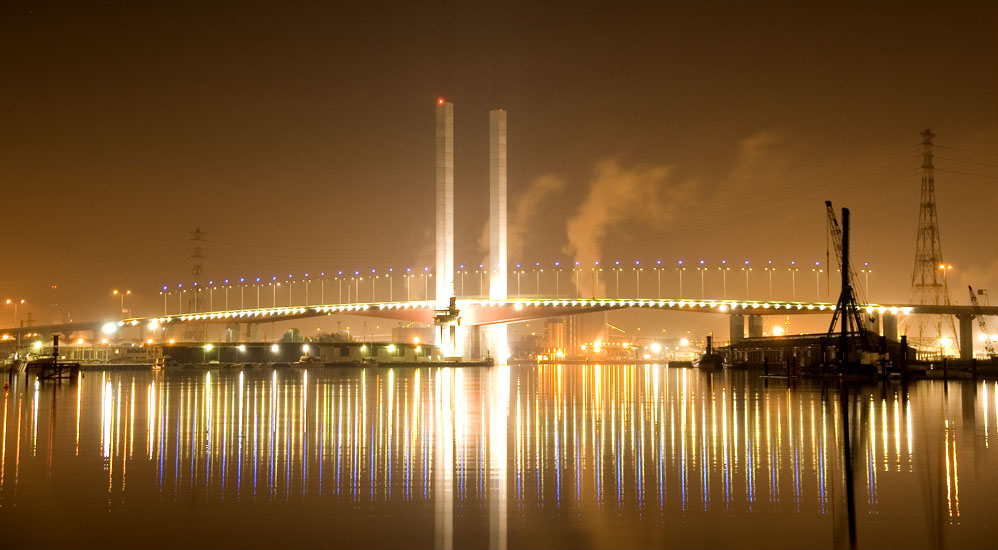
Puente de Bolte en la noche, Melbourne
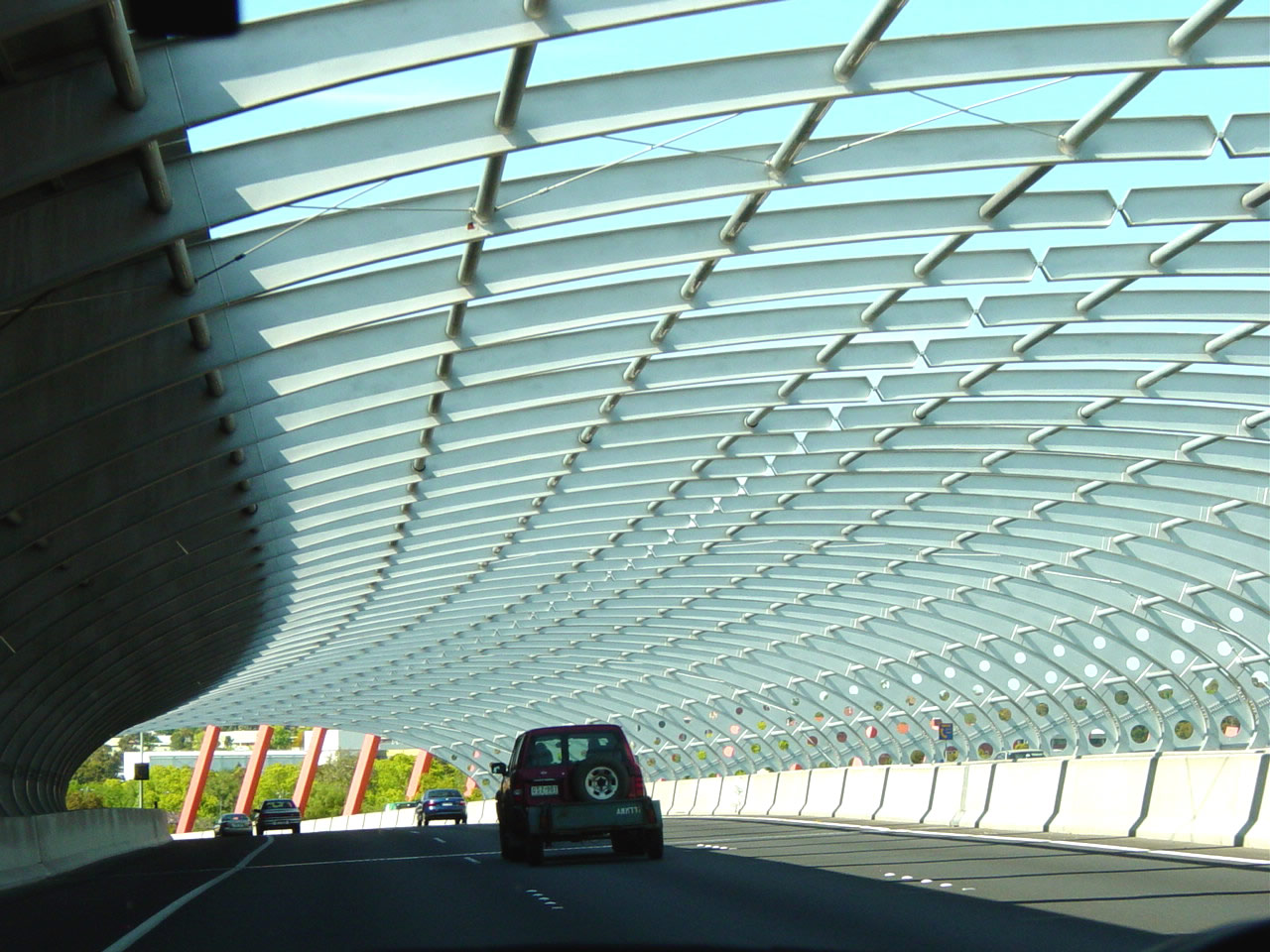
Tubo de sonido Citylink, Melbourne
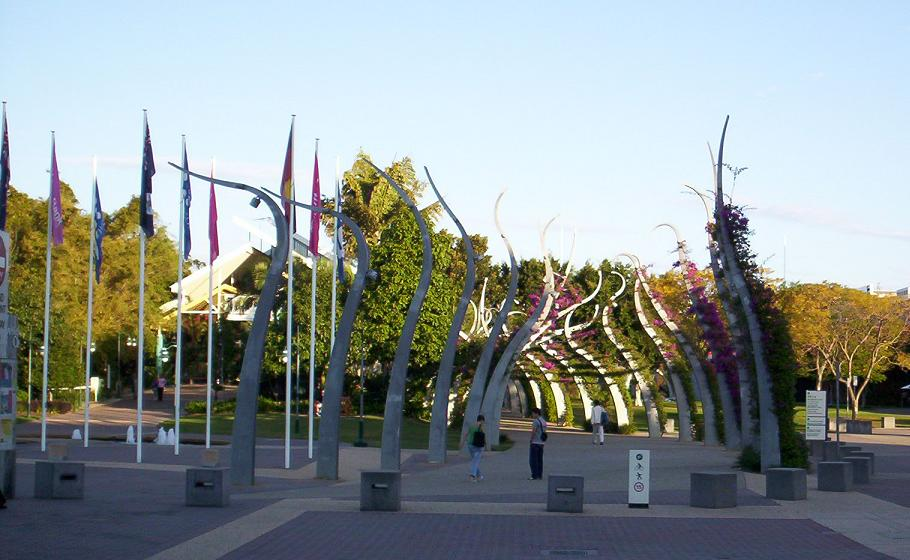
Grand Arbor, Southbank Parklands, Brisbane
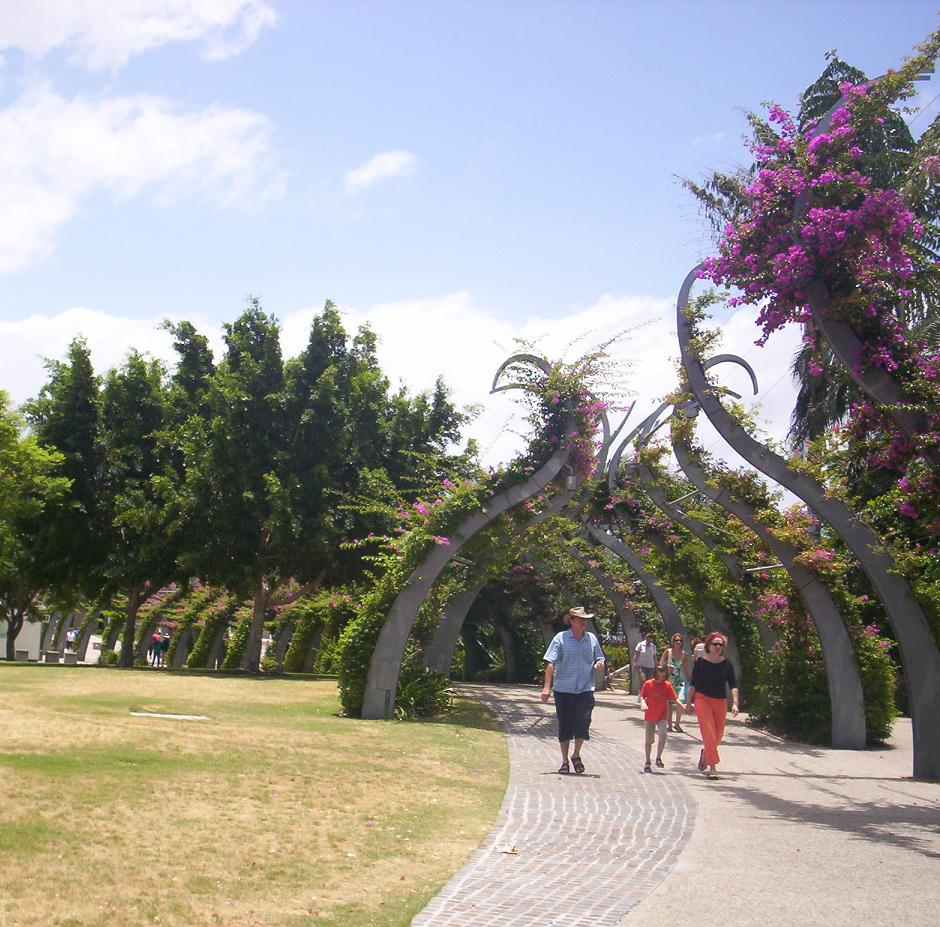
Grand Arbor, Southbank Parklands, Brisbane
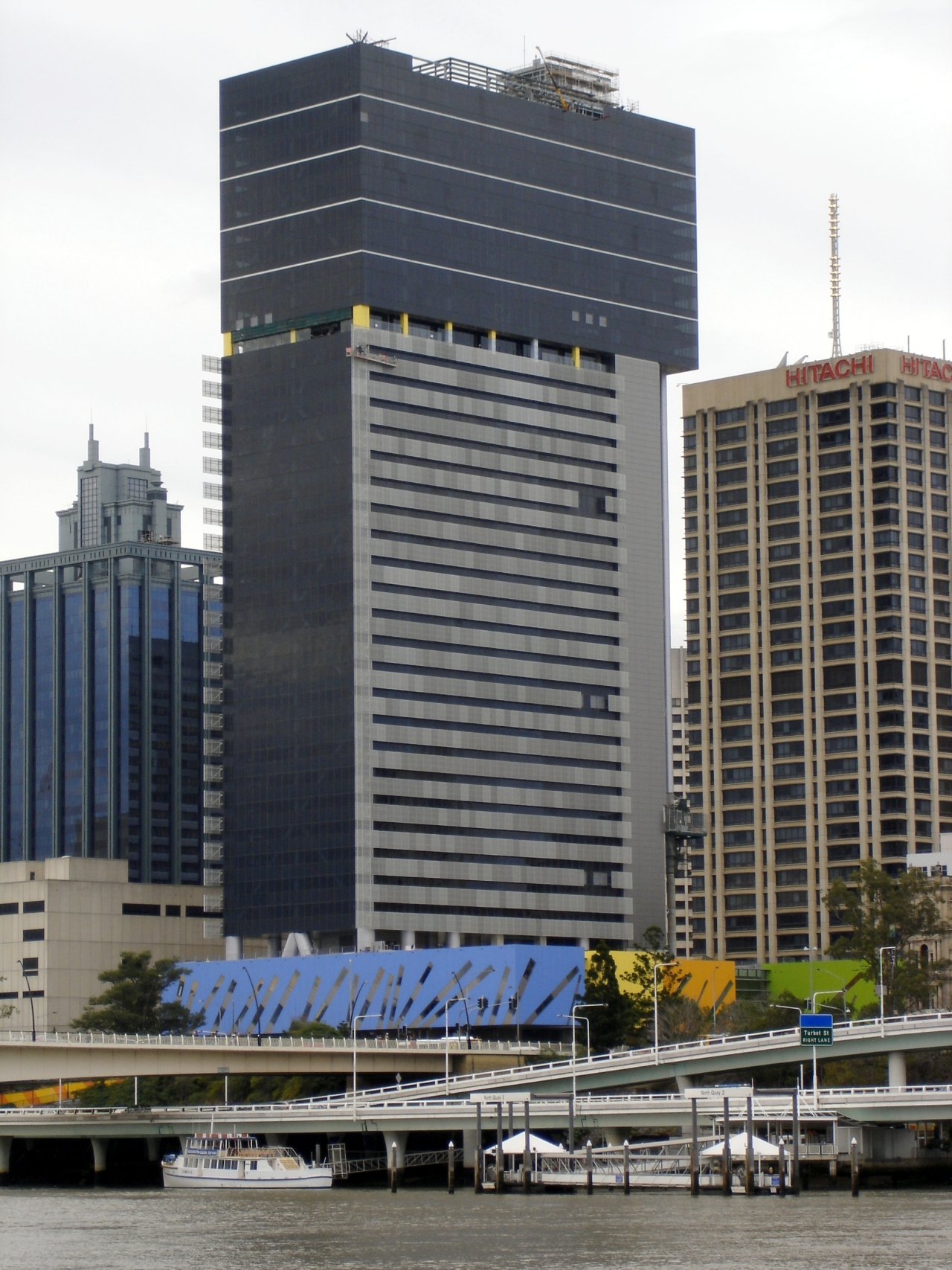
Brisbane Square, durante la construcción
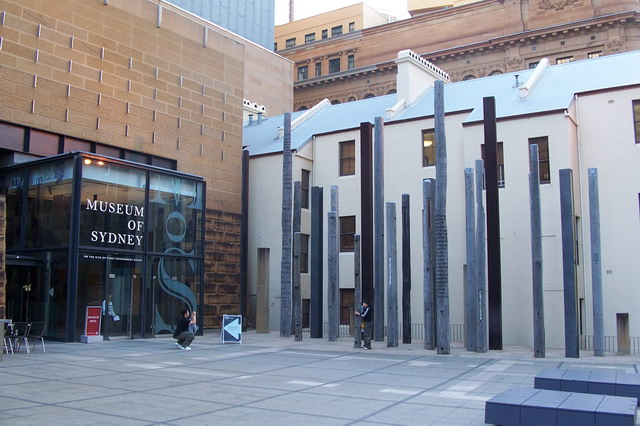
Museo de Sydney, Sydney